# Richard Jacobs
Pour les articles homonymes, voir Jacobs.
Richard "Dick" Jacobs (16 juin 1925 - 5 juin 2009) est un homme d'affaires américain qui fut propriétaire de la franchise de ligue majeure de baseball des Indians de Cleveland de 1986 à 2000.
Jacobs fait l'acquisition des Indians pour 35 millions de dollars en 1986. Avant son changement de nom pour des raisons publicitaires, le Jacobs Field de Cleveland était une référence à Richard Jacobs.
Il cède la franchise des Indians de Cleveland en 2000 à Larry Dolan pour la somme de 323 millions de dollars.
En dehors du baseball, Jacobs dirige le Jacobs Group, société immobilière basée à Cleveland.